# The Sunchaser
Pour plus de détails, voir Fiche technique et Distribution.
The Sunchaser est un film américain réalisé par Michael Cimino, sorti en 1996.
Le film est présenté en compétition officielle au festival de Cannes 1996. Il s'agit du dernier long métrage de Michael Cimino, avant son décès en 2016. Il ne réalisera entre-temps qu'un segment du film à sketches Chacun son cinéma (2007).

## Synopsis
Brandon « Blue » Monroe est un jeune métis indien de 16 ans atteint d'un cancer. Il prend en otage le docteur Reynolds, cancérologue de Los Angeles et entame un périple désespéré qui le conduit sur la terre de ses ancêtres. Il pense que sa guérison viendra de sa rencontre avec un sorcier navajo et de la découverte d'un lac sacré.

## Fiche technique
Sauf indication contraire, les informations mentionnées dans cette section peuvent être confirmées par la base de données cinématographiques IMDb,  présente dans la section « Liens externes ».
- Titre original et français : The Sunchaser (parfois seulement Sunchaser)
- Réalisation : Michael Cimino
- Scénario : Charles Leavitt
- Décors : Victoria Paul
- Costumes : Christine Peters
- Photographie : Douglas Milsome
- Montage : Joe D'Augustine
- Musique : Maurice Jarre
- Production : Michael Cimino, Judy Goldstein, Arnon Milchan, Larry Spiegel et Joseph S. Vecchio

Producteurs délégués : Joseph M. Caracciolo et Michael G. Nathanson
- Sociétés de production : Appledown Films Inc., Joseph S. Vecchio Entertainment, Monarchy Enterprises B.V., Regency Enterprises, Vecchia
- Société de distribution : Warner Bros. (États-Unis, France)
- Budget : 31 millions de dollars
- Pays d'origine : États-Unis
- Langue originale : anglais
- Format : Couleurs - 2,35:1 - Dolby - 35 mm
- Genre : drame
- Durée : 122 minutes
- Dates de sortie[1] :
  -  France : 18 mai 1996 (festival de Cannes - en compétition officielle)
  -  France : 29 mai 1996
  -  France : 25 octobre 1996

## Distribution
- Woody Harrelson (VF : Philippe Vincent) : Dr. Michael Reynolds
- Jon Seda (VF : Lionel Melet) : Brandon « Blue » Monroe
- Alexandra Tydings (VF : Marine Jolivet) et (VF : Barbara Kelsch) (une scène uniquement) : Victoria Reynolds
- Matt Mulhern (VF : William Coryn) : Dr Chip Byrnes
- Lawrence Pressman (VF : Gilbert Levy) : agent Collier
- Michael O'Neill (VF : Georges Caudron) : agent Moreland
- Richard Bauer (VF : Yves Barsacq) : Dr Bradford
- Andrea Roth : l'infirmière en chef
- Talisa Soto (VF : Maïté Monceau) : Navajo Woman
- Bob Minor (VF : Jean-Jacques Nervest) : l'officier Lynch
- Anne Bancroft : Dr Renata Baumbauer
- Brooke Ashley : Calantha Reynolds
- Kirsten Getchell (VF : Maïté Monceau) : Sally Byrnes
- Carmen Dell'Orefice : Arabella
- Victor Aaron : Webster Skyhorse
- Christopher Masterson (VF : Mathias Kozlowski) : Jimmy Reynolds
- Antwon Tanner (VF : José-Philippe Dalmat) : Smokes
- Harry Carey Jr. : Cashier
- Linda M. Duenas : la pulpeuse serveuse mexicaine
- Brett Harrelson : le jeune officier de la patrouille autoroutière
- Robert Downey Sr. : les voix aux téléphones

 Source et légende : version française (VF) sur RS Doublage

## Production
Après les échecs commerciaux de ses films précédents, le réalisateur Michael Cimino accepte un « film de commande ».
Le tournage a lieu en à Los Angeles, dans l'Arizona (Jerome, Sedona), dans l'Utah (Moab) et dans le Colorado (Ouray).

## Accueil
Il s'agit d'un nouvel échec au box-office pour Michael Cimino. Le film est très peu distribué aux États-Unis et n'y récolte que 21 508 $. En France, il ne totalisera que 121 477 entrées.